# Paul Billerbeck
Ernst Friedrich Paul Billerbeck (* 4. April 1853 in Schönfließ, Neumark; † 23. Dezember 1932 in  Frankfurt an der Oder) war evangelischer Pfarrer, Theologe und Judaist. Er stellte aus Talmud und Midrasch zahlreiche ins Deutsche übersetzte Texte zusammen, um damit den jüdischen Hintergrund der neutestamentlichen Schriften zu erhellen.

## Wissenschaftliches Werk
Paul Billerbeck war der einzige Sohn des Kürschnermeisters Ernst Friedrich Billerbeck (1820–1897) und seiner Frau Pauline Emilie geb. Plathe. Er besuchte das Gymnasium in Königsberg in der Neumark. Nach dem Abitur studierte er von 1873 bis 1876 an der Königlichen Universität zu Greifswald und der Universität Leipzig Evangelische Theologie. 1880–1889 war er Pfarrer im neumärkischen Zielenzig (heute Sulęcin) und 1889–1914 im benachbarten Heinersdorf (heute Drogomin). Nebenher beschäftigte er sich wissenschaftlich mit dem Judentum. Auf Anregung des Berliner Theologieprofessors Hermann Leberecht Strack schuf er eine Zusammenstellung des gesamten rabbinischen Materials für das Neue Testament und übersetzte die Texte ins Deutsche. Insgesamt handelt es sich dabei um 40.000 Texte auf 5000 Seiten.
Das Gesamtwerk Kommentar zum Neuen Testament aus Talmud und Midrasch wurde in den 1920er Jahren von seinem Mentor Strack herausgegeben. Das Manuskript liegt heute in der Ernst-Moritz-Arndt-Universität Greifswald. Das vierbändige Werk wird bei C. H. Beck in München weiterhin aufgelegt und gehört immer noch zur wissenschaftlichen Standardliteratur; oft wird darauf in Kurzform verwiesen, indem nur Billerbecks Name angeführt wird, denn Strack war zwar als Anreger und Betreuer für dieses Werk wichtig, an der Abfassung aber unbeteiligt. Durch Billerbecks Werk wurde die bis dahin nur wenigen Spezialisten zugängliche Umwelt Jesu und der Urkirche der theologischen Welt nahegebracht; damit „wurde für die neutestamentliche Exegese, insbesondere die der Evangelien, eine neue Basis geschaffen“.
Als Anerkennung für seine wissenschaftliche Arbeit wurde Billerbeck von der Greifswalder Universität die theologische und von der Königsberger Universität die philosophische Ehrendoktorwürde verliehen.

## Werk
- Kommentar zum Neuen Testament aus Talmud und Midrasch
  - Bd. I: Das Evangelium nach Matthäus, 1922
  - Bd. II: Das Evangelium nach Markus, Lukas und Johannes und die Apostelgeschichte, 1924
  - Bd. III: Die Briefe des NT und die Offenbarung Johannis, 1926
  - Bd. IV: Exkurse zu einzelnen Stellen des NT, 1928